# هاميلتون ك. جونز
هاميلتون ك. جونز (بالإنجليزية: Hamilton C. Jones)‏ هو محامي وقاضي وسياسي أمريكي، ولد في 26 سبتمبر 1884 في الولايات المتحدة، وتوفي في 10 أغسطس 1957 في نفس البلد. حزبياً، نشط في الحزب الديمقراطي.

## مناصب
- انتخب Trustee [الإنجليزية]‏.
- انتخب نائب  [لغات أخرى]‏ (1919 – 1921).
- انتخب مسجل [الإنجليزية]‏ (1913 – 1919).
- انتخب قاضي (1913 – 1919).
- انتخب عضو مجلس ولاية كارولاينا الشمالية (1925 – 1927).
- انتخب عضو مجلس النواب الأمريكي.